# عملية بواسون
في نظرية الاحتمال، عملية بواسون (بالإنجليزية: Poisson process)‏ هي عملية متصلة عشوائیة تستخدم لنمذجة الأحداث العشوائیة التي تحدث في فترة زمنیة معینة كبیرة لحد ما مستقلة عن بعضها (كلمة الحدث المستخدمة هنا لا یقصد بها مفهوم الحدث المشاع استخدامه في نظرية الاحتمال). الأمثلة المحتملة على هذه الأحداث تشمل المكالمات الهاتفیة التي تصل إلى لوحة المفاتیح الهاتفیة أو طلبات صفحات الویب على الخادم. سمیت باسم عالم الریاضیات الفرنسي سيميون بواسون (1840–1781).
عملية بواسون هي مجموعة {\displaystyle \scriptstyle \{N(t):t\geq 0\}} من المتغيرات العشوائية حيث أن (N(t هو عدد من الإحداث التي وقعت بعد الحدث t (يبدأ من الوقت 0). العدد من الأحداث بین الوقت a وb ممكن أن تعطى كالآتي (N(b) − N(a ولدیها توزیع بواسوني. التمثیل الواقعي للعملیة {(N(t} هي عبارة عن دالة الخط الزمني صحیحة، غیر سالبة وغیر متناقصة، ولكن لجعل الأمر أكثر شمولیة من السهولة عادة التفكیر في النقاط التي تمثل حصول الحدث في وقت زمني معین كنقطة على المستوى [0,∞) (حیث أن هذه النقاط تمثل قفزات في دالة الخط الزمني، بمعنى أن هذه النقاط تمثل حصول حدث ما).
عملیة بواسون هي عملیة متصلة الزمن وكنظیر لذلك هي عملیة فضاء متقطع الحالة كما في عملیة برونولي. عملیة بواسون تعرف بعملیات لایفا. كما أن عملیة بواسون تعتبر مثالاً على عملیات ماركوف المتصلة. وأیضا تمثل حدوث عملیة نقیة جدیدة، وهذا أبسط مثال على حدوث أو انتهاء العملیة. على حسب ما سبق ذكره باعتبارها تمثل نقطة عشوائیة في المستوى [0,∞)، وهي أیضا تعتبر نقطة على منتصف الخط المستقیم.

## أنواع عملية بواسون

### عملية بواسون المتجانسة

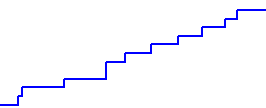
نموذج لعملية بواسون X_{t}

عملیة بواسون المتجانسة توصف بمعدل المعامل λ أیضا تعرف بالكثافة، حیث أن عدد الأحداث في الفترة {\displaystyle [t,t+\tau )} یتبع توزیع بواسون الذي یرتبط بالمعامل {\displaystyle \lambda \tau }. وهذه العلاقة تعطى كالآتي:
{\displaystyle P[(N(t+\tau )-N(t))=k]={\frac {e^{-\lambda \tau }(\lambda \tau )^{k}}{k!}}\qquad k=0,1,\ldots ,}
حیث أن (N(t + τ) − N(t یصف ویمثل عدد الأحداث في الفترة الزمنیة [t, t + τ).
حیث أن عملیة بواسون تتصف بالمتغیر العشوائي بواسطة عددیة المعامل λ فإن عملیة بواسون المتجانسة تتصف بمعدل المعامل λ وهو العدد المتوقع من «الأحداث» أو «الوافدین» التي تحدث لك لوحدة من وحدات الزمن. (N(t ھي نموذج من عملیة بواسون المتجانسة، وینبغي عدم الخلط بینها وبین الكثافة أو دالة التوزیع.

### عملية بواسون غير المتجانسة
أیضاً تُعرف باللامتجانسة.
عموماً معدل المعامل قد یتغیر مع الوقت. في هذه الحالة دالة معدل العمومیة تعطى بـ (λ(t العدد المتوقع من الإحداث بين الوقت a والوقت b هو
{\displaystyle \lambda _{a,b}=\int _{a}^{b}\lambda (t)\,dt.}
هكذا عدد الوصول في الفترة الزمنیة [a, b] تعطى بـ (N(b) − N(a یتبعها توزیع بواسون المرتبط بالمعامل λa,b
{\displaystyle P[(N(b)-N(a))=k]={\frac {e^{-\lambda _{a,b}}(\lambda _{a,b})^{k}}{k!}}\qquad k=0,1,\ldots .}
عملیة بواسون المتجانسة ممكن أن تنظر على أنها حالة خاصة متى كان λ(t) = λ معدل ثابت.

### عملية بواسون المكانية
الاختلاف الأخر لعملیة بواسون تسمى علمیة بواسون المكانیة تقدم اعتماد مكاني على دالة المعدل وتعطى بـ {\displaystyle \lambda ({\vec {x}},t)} حيث {\displaystyle {\vec {x}}\in V} لبعض فضاء المتجه V (مثلاً R2 وR3) لأي مجموعة {\displaystyle S\subset V} (مثل منطقة مكانية) مع مقياس محدود، عدد من الأحداث التي تحدث داخل هذه المنطقة ممكن أن تشكل على أنها عملیة بواسون المرتبطة بدالة المعدل (λS(t وهذا:
{\displaystyle \lambda _{S}(t)=\int _{S}\lambda ({\vec {x}},t)\,d{\vec {x}}.}
في حاله خاصة دالة المعدل العمومیة هي داله مفصولة عن الوقت والمكان ونحصل:
{\displaystyle \lambda ({\vec {x}},t)=f({\vec {x}})\lambda (t)}
لبعض الدالة {\displaystyle f({\vec {x}})}. من غیر فقد للعمومیة تكون:
{\displaystyle \int _{V}f({\vec {x}})\,d{\vec {x}}=1.}
ماعدا ذلك نحن قد نقیس {\displaystyle \lambda (t)} بشكل ملائم الآن {\displaystyle f({\vec {x}})} تمثل داله كثافة الاحتمال المكاني لهذه الأحداث العشوائیة في الحالات التالیة. أثر أخذ العینات لعملیة بواسون المكانیة تكافئ علمیة بواسون بدالة المعدل (λ(t وترتبط مع كل حدث عشوائي موجه مأخوذ دالة كثافة الاحتمال {\displaystyle {\vec {X}}} أي نتیجة مماثله ممكن أن ترى لحالة العمومیة (الغیر مفصولة).

## الخصائص العامة لعملية بواسون
بشكل عام، الشرطان الوحیدان اللاتي یجب أن توافرهما في العملیة العشوائیة لتكون عملیة بواسون هما كالتالي:
- الاستقرار: التي تقريباً نعني بها

{\displaystyle \lim _{\Delta t\to 0}P(N(t+\Delta t)-N(t)>1\mid N(t+\Delta t)-N(t)\geq 1)=0}
الذي یشیر ضمناً أن الوصولات لا تحدث بنفس الوقت (بالحقیقة هذا بیان أقوى ریاضیا.)
- فقدان الذاكرة  (والذي یسمى أیضا بالتطور بدون تأثیرات لاحقة.): أن عدد الوصولات التي تحدث في فترة زمنیة محدودة بعد الوقت t تكون مستقلة عن عدد الوصولات التي تحدث قبل الوقت t.

و على ما یبدو هذه الشروط الغیر تقییدیة تفرض في الحقیقة الكثیر من التركیب في عملیة بواسون. بشكل خاص، هذه الشروط تشیر ضمنیاً إلى أن الوقت بین الإحداث المتتالیة (أو بما یسمى بالفترات الزمنیة) هو عبارة عن متغیرات عشوائیة مستقلة. بالنسبة لعملیة بواسون المتجانسة هذه الفترات الزمنیة موزعة أسیاً مع المعامل λ. أیضا خاصیة فقدان الذاكرة تثبت بأن عدد الإحداث في فترة زمنیة واحده هو مستقل عن عدد الإحداث في فترة زمنیة أخرى بشرط أن كلتا الفترتان لا تتقاطعان. وهذه الخاصیة اللاحقة تعرف باسم خاصیة الزیادات المستقلة لعملیة بواسون.
لشرح خاصیة الموزع الأسي للفترات الزمنیة، لنفرض عملیة بواسون المتجانسة (N(t مع معدل معامل λ. ولتكن Tk وقت وصول kth بحيث k = 1, 2, 3,.... بشكل واضح عدد الوصولات قبل الوقت الثابت t هو k إذا وإذا فقط كان وقت الانتظار حتى صول kth هو أكبر من t بالرموز، الحدث [ N(t) < k ] یحدث إذا وإذا فقط [ Tk > t ] حدث مسبقاً.
ولذلك احتمالات هذه الإحداث متساویة:
{\displaystyle P(T_{k}>t)=P(N(t)<k).}
بشكل خاص، لنفرض وقت الانتظار حتى الوصول الأول. بشكل أوضح، هذا الوقت أكبر من t إذا وإذا فقط كان عدد الوصولات قبل الوقت t هو صفر. جمع هذه الخاصیة اللاحقة مع التوزیع الاحتمالي أعلاه لعدد إحداث عملیة بواسون المتجانسة في فترة زمنیة ثابتة یعطى كالتالي:
{\displaystyle P(T_{1}>t)=P(N(t)=0)=P[(N(t)-N(0))=0]={\frac {e^{-\lambda t}(\lambda t)^{0}}{0!}}=e^{-\lambda t}.}
و لذلك وقت الانتظار حتى الوصول الأول {\displaystyle T_{1}} لدیه توزیع أسي، بالتالي لدیه فقدان ذاكرة. لذلك من الممكن لإي شخص إن یثبت وبنفس الطریقة أن هذه الفترات الزمنیة الأخرى {\displaystyle T_{k}-T_{k-1}} تشترك بنفس التوزیع. بالتالي هذه الفترات مستقلة ولدیها متغیرات عشوائیة متماثلة توزیعیاً مع معامل λ > 0، وقیمة متوقعة 1/λ. على سبيل المثال إذا كان متوسط المعدل للوصولات 5 لكل دقیقة إذا معدل الانتظار ما بین الفترات الزمنیة 5/1 بالدقيقة.

## أمثلة
- عدد طلبات الصادرة من صفحة ویب والتي تصل إلى الخادم أو مزود الخدمة یمكن أن تُصف بعملیة بواسون ما عدا في الظروف غیر العادیة مثل هجوم إنكار الخدمة أو بما یسمى الحشودالكاذبة.
- عدد المكالمات التي تصل على لوحة المفاتیح، أو نظام التحویل الآلي للمكالمات ممكن أن تُصف بعملیة بواسون.
- عدد الفوتونات التي تصدم لاقط الصور والتي تطلق من جهاز لیزري من الممكن تصنیفها كمثال على عملیة بواسون الغیر متجانسة. بعض المصادر الأخرى ممكن أن ترى الفوتونات على شكل حزمة أو مطلقة بدون حزمة.
- عدد المواد المطلقة من رادیو اكتف المتحللة بسبب عنصر متغیر ممكن أن تُصف بعملیة بواسون الغیر متجانسة، حیث النسبة تفسد بینما المادة تستقر.
- عدد قطرات المطر التي تسقط على مساحة واسعة ممكن أن تُصف بعملیة بواسون المكانیة.
- عدد قدوم الزبائن یمكن أن یمثل عموماً بعملیة بواسون في دراسة أنظمة الانتظار البسیطة.